# بيتر سيلت
بيتر سيلت (بالإنجليزية: Peter Sillett)‏ مواليد 1 فبراير 1933 في ساوثهامبتون - الوفاة 13 مارس 1998 في كنت، إنجلترا، كان لاعب ومدرب كرة قدم إنجليزي كان يلعب كمدافع. سبق له أن لعب في كأس العالم لكرة القدم مع منتخب بلاده. لعب خلال مسيرته 319 مباراة سجل خلالها 33 هدفاً.

## المسيرة الاحترافية

### أندية لعب لها
- نادي ساوثهامبتون
- تشيلسي
- نادي غيلفورد سيتي

## روابط خارجية
- بيتر سيلت على موقع قاعدة بيانات كرة القدم.إي يو (الإنجليزية)
- بيتر سيلت على موقع ناشيونال فوتبول تيمز (الإنجليزية)